# Alasha
L'alasha (en mongol littéraire, ᠠᠯᠠᠱᠠᠨ ᠠᠮᠠᠨ ᠠᠶᠠᠯᠭᠤ, alashan aman ayalγu) est un dialecte mongol parlé dans la ligue d'Alasha en Mongolie-Intérieure, en Chine.

## Classification interne
La classification de l'alasha au sein des parlers mongols est problématique. le dialecte présente des traits à la fois mongols et oïrates. Le linguiste chinois Chinggeltei, le présente en 1957-1958, avec le khoshut, comme occupant une position intermédiaire entre les dialectes mongols de Chine et l'oïrate. En 1979, il le considère désormais comme un des dialectes mongols de Chine. Svantesson, au contraire, le place dans le groupe oïrate, sur la base de son système vocalique.

## Phonologie
Les tableaux présentent les phonèmes de l'alasha: les voyelles et les consonnes.

### Voyelles
|         | Antérieure  | Centrale | Postérieure |
| ------- | ----------- | -------- | ----------- |
| Fermée  | i [i] y [y] |          | ʊ [ʊ]       |
| Moyenne | e [e] ø [ø] |          | u [u]       |
| Ouverte |             | a [ɑ]    | ɔ [ɔ]       |

Les voyelles de l'alasha peuvent toutes être longues.

### Consonnes
|               |               | Bilabiale | Dentale  | Latérale | Palatale  | Vélaire | Uvulaire |
| ------------- | ------------- | --------- | -------- | -------- | --------- | ------- | -------- |
| Occlusives    | Sourdes       | b [b̥]     | d [d̥]    |          |           |         |          |
| Occlusives    | Aspirées      | p [pʰ]    | t [tʰ]   |          |           | k [kʰ]  |          |
| Fricatives    | Fricatives    |           | s [s]    |          | ʃ [ ʃ ]   | x [ x]  | ɢ [ɣ]    |
| Affriquées    | Sourdes       |           | dz [d̥͡z̥]  |          | dʒ [d̥͡ʒ̥]   |         |          |
| Affriquées    | Aspirée       |           | ts [t͡sʰ] |          | tʃ [ t͡ʃʰ] |         |          |
| Nasales       | Nasales       | m [m]     | n [n]    |          |           | ŋ [ŋ]   |          |
| Liquides      | Liquides      |           | r [r]    | l [l]    |           |         |          |
| Semi-voyelles | Semi-voyelles | w [w]     |          |          | j [ j]    |         |          |

- Allophones:

L'occlusive voisée [ɢ] apparaît devant les voyelles postérieures. Devant les voyelles antérieures, elle est [g]. Elle est fricativisée [ɣ], entre deux voyelles postérieures et après une consonne.
ger, maison
ɢʊraw, trois
baga, petit, prononcé [bɑɣɑ]
ɢarɢadʒ, prononcé [ɢɑrɣɑdʒ]
L'occlusive voisée [b] est [w], entre deux voyelles et [f] devant une occlusive sourde :
øbøl, hiver, est [øwøl]
abtax, est [ɑftʰɑx]